# Juniors (рок-группа)
JUNIORS — одна из первых (вместе с The Forminx) греческих рок-групп. Существовала в первой половине 1960-х годов. Некоторое время в ней выступал Эрик Клэптон. Распалась после гибели или травмирования в автокатастрофе основных участников коллектива.

## История создания[1]
В конце 1950-х — начале 1960-х годов Греция хотя и была политическим, экономическим и военным союзником США, но в плане культуры и искусства оставалась крайне консервативной. Рок-музыка, исполнявшая в большинстве стран Европы, в Греции была редкостью. На эстраде, телевидении и радио выступали только оркестры, игравшие джазовую, фольклорную или классическую музыку. Немногочисленные рок-проекты, как правило, состояли из школьников или студентов, играя зарубежные хиты на дискотеках, при этом профессиональный состав таких коллективов был как правило крайне низким, а найти талантливого гитариста или клавишника было большой проблемой в том числе и по причине крайне высокой цены на инструменты.
Основным музыкантом в коллективе был Алекос Каракантас. Каракантас родился в семье, в которой все играли на каком-либо музыкальном инструменте, например, бабушка — ученица Габриэля Форе была пианисткой, его отец играл на виолончели задолго до рождения Алекоса, но играл как любитель. Основными в семье были альт, скрипка и другие классические инструменты, поэтому сам Алекос считал, что получил свой талант от родителей. Когда ему было 11, отец купил для него аккордеон. Два года он учился в школе Метакса на улице  Патиссион, семья при этом жила в районе Кипсели. В течение этих двух лет он достиг значительного уровня мастерства, который позволял сделать успешную карьеру, но Алекос неожиданно бросает учёбу.
В 1962 году в районе Заппион планировалось провести мероприятие под названием «Детское Рождество Заппиона». В это время Алекос играл в малоизвестной группе вместе с Сакисом Паллисом (Σάκη τον Πάλλη), Лакисом Саккасом (Λάκη το Σακκά) и ещё несколькими ребятами, чьи имена не сохранились. Позже Паллис стал известным профессиональным барабанщиком. После выступления группы Алекоса музыканты спустились к зрителям, а на сцену вышли ребята постарше из группы Belmonts, и у одного из них была электрогитара, среди них были Эврис (Еврипид) Парицис (Εύρης (Ευριπίδης) Παρίτσης), Лакис Влавианос (Λάκης ο Βλαβιανός) на фортепиано, Цимис Дайс (Τζίμης ο Νταής) на барабанах, Гиоргос Цикнис (Γιώργος ο Τσίκνης) на вокале, на саксофоне Димитрис Робос (Δημήτρης ο Ρόμπος) и ещё один парень по имени Бабис (Μπάμπης), у которого была гитара, без каких-либо примочек, которую тот к тому же редко подключал к усилителям. Там Алекос впервые в жизни увидел и услышал электрогитару. Это был зелёный «Эгмонд».
Когда «Бельмонтс» закончили выступление и пошли поесть, Алекос тайком пошёл в гримёрку, сам не зная, где нашёл смелость, так как был застенчивым ребёнком в очках. Он открыл футляр, вынул гитару и начал искать мелодию, которую слышал на концерте. В это время саксофонист Робос неожиданно возвращается и ловит Алекоса на месте.

Сначала он говорит мне «что ты здесь делаешь!», но слушая, как я играю, а он слышал меня до того, как я играл на аккордеоне, он говорит мне: «Ты играешь на гитаре?». Я отвечаю «нет». Он говорит: «Ты кое-что знаешь, ты хочешь, чтобы мы взяли тебя в группу и выгнали этого Баби, который ничего не делает?». Взять гитару и научиться аккомпанировать Еврипиду? Это потрясающе. Я также говорю «да, ммм». Так тайно от Бабиса он подбивает остальных и объявляет им, что у меня есть талант и что я сначала буду аккомпанировать им на аккордеоне, но как только я научусь, у меня появится гитара, потому что, конечно, аккордеон не подходит для рок-музыки. Итак, Дайс, который тоже был в очках (зелёных, из черепахи, что было очень типично для тогдашних модников) спрашивает: «Мы получим и эти очки?». Робос поставил ультиматум, что, если они не заберут меня, он уйдёт.
— Из воспоминаний Алекоса Каракантоса
После знакомства выяснилось, что Робос и Алекос родились в один день. Так началась история группы, хотя несмотря на многообещающее начало Алекос в начале в основном носил инструменты. Однажды, когда группа проезжали мимо Омонии, они заметили магазин под названием «Lagousis — Instruments», а на витрине была гитара Echo с 4 звукоснимателями. Музыканты приняли решение купить инструмент, но возник спор — кому эта гитара достанется. Внезапно гитару купил отец Алекоса, что было неожиданно так как до этого он своего сына не баловал, а цена на инструмент была крайне высокой.
Успешные выступления и высокий уровень профессионализма привели к тому, что группу заметил Никос Масторакис — первый успешный продюсер и менеджер греческих рок-коллективов. Он предложил придумать эффектное название группы. Отец Алекоса предложил Jolly Juniors, Никос согласился, но убрал слово Jolly. Так группа стала «Juniors».
В 1963 году начинаются проблемы с составом. Димитрис Робос покидает группу, из-за проблемы с отцом (официальная версия из-за проблем с лёгкими). В итоге группа на некоторое время осталась без саксофона. Через некоторое время они взяли Петроса Поллатоса, который надолго не задержался в группе и перешёл в Charms. Следующим покинул группу Эврис, но добавился бас-гитарист Гиоргос Кантарос.
В 1964 году формируется окончательный состав «Юниоров». Группа активно выступает в различных клубах, особенно успешными были концерты в клубах «13», «Hobby» (на площади Америки), «Igloo» и «Quinta». У Juniors даже появилась группа сопровождения. Это была итальянская «Baronetti»
В 1965 группа пытается снять один из первых в Греции видеоклипов. Сюжет был максимально прост — девушки в бикини танцевали на трассе. Много лет спустя Лакис Зои (один из ведущих греческих гитаристов второй волны) сказал Алекосу, что лазал по паддоку, чтобы посмотреть, как тот играет. Спатас (другой известный греческий гитарист) рассказывал о том же.
Большинство музыкального материала были перепевки известных американских и английских групп. При этом главным поставщиком пластинок и другой подобной рок-продукции был Никос Масторакис. Однако у Цимиса Дайса была девушка, которая жила в Нью-Йорке, поэтому у «Юниоров» был большой выбор музыкального материала при этом они часто выбирали не самые известные композиции, что делало их репертуар достаточно оригинальным.

## Juniors и The Forminx
Юниоры и Форминксы — ведущие группы первой волны греческого рока долго существовали параллельно друг другу и между ними было много общего, особенно в первый год их существования. Обе группы играли зарубежные хиты или песни собственного сочинения на английском. В 1962 году это были единственные две группы, которые добились значительного успеха. Обе группы делали ставку на лидер-гитару (в Форминкс это был Тимиос Петру). Наибольшего успеха обе группы добились исполняя композиции в жанре енка. У них был общий продюсер и менеджер — Никос Масторакис, при чём первым продюсером и менеджером Юниоров был брат клавишника The Forminx Вангелиса — Никос Папатанассиу.
Однако уже в 1963—1964 году ситуация начинает меняться. Тимиос Петру уходит из The Forminx. На его замену приходит эстрадный певец Тасос Папастаматос, а лидерство в музыкальном плане переходит к Вангелису. В итоге звучание Форминкс становится более коммерческим и мягким, быстрые рок-н-роллы и твисты сменяются лиричными балладами.
В это время начинают обостряться отношения с Никосом Масторакисом, который считал Форминкс более перспективным коллективом уделяя внимания Юниорам по сути по остаточному принципу.

Корреспондент: Какова роль Масторакиса в твоей истории?
Алекос Каракантос: Хорошо, он был нашим менеджером. Но в основном это был менеджер Форминкс, во вторую очередь наш. Он не любил нас, потому что мы немного относились к хард-року.
Корреспондент:Ваш взгляд на него как на личность? Любил ли он то, что делал, или делал это чисто коммерчески?
Алекос Каракантос:Он был хорошо информированным журналистом, много путешествовал по Америке. Не уверен, что он сделал это из любви. Очень хитрый парень, или, скажем так, умный, чтобы не искажать его.

Следствием не очень внимательного отношения со стороны Масторакиса по отношению к Юниорам стало то, что, например, к исходу 1964 года Juniors не записали ни одного сингла, в то время как те же Форминкс имели в активе 8 песен часть из которых стала хитами, как например Jeronimo Yanka. Распались группы в один и тот же 1966 год, но The Forminx записали 25 песен против 7 у Juniors, снялись в трёх фильмах и несколько раз выступали в больших залах, в то время как Юниоры как правило выступали только в клубах. На подконтрольном Масторакису Radiogold Никос составил топ 20 самых значимых песен греческих рок-групп начала 1960-х в котором 4 песни группы Форминкс и ни одной Juniors. Тем не менее такие авторы как Георгис Биликас считают что не Форминкс, а именно Юниорс следует считать наиболее качественной и значимой группы первой половины 1960-х.

Одна из лучших групп десятилетия.

## 10 октября 1965 года
ДТП, с которого начался фактический распад группы, произошёл в воскресенье 10 октября 1965 года в условиях плохой видимости и скользкой дороги. Коллектив Juniors и несколько друзей принимают решение отправиться в кафе, находящееся в районе Татой. Так как группа собралась большая, было принято решение использовать несколько автомобилей. В первом поехали Танос Суюль (ему было всего 22, но он уже успел прославиться не только как талантливый музыкант, но и как яркий актёр, сыгравший бунтарей в нескольких греческих фильмах, кроме того он был сыном известного в Греции эстрадного композитора Михалиса Суюля) — лидер группы на тот момент, Яннис Красудис — менеджер Juniors, его жена Элени — 26 лет, N Бенет — восемнадцатилетний танцор, из балетной группы Фотиса Метаксопулоса. В последний момент к ним присоединился Алекос Каракантос. Из-за плотного графика выступлений группа редко отдыхала, и в какой-то момент Танос настоял на этой поездке, хотя некоторые формальности пришлось согласовывать в течение нескольких дней. Из-за того, что все места в машине оказались заняты Лакис Влавианос и Георгос Кантарос в последнюю минуту отказались ехать, но пообещали присоединиться позже. Цимис Дайс также планировал ехать с ними, но немного опоздал, и остальные уехали, не дождавшись его. Около шести часов вечера автомобиль «Пежо» попадает в ДТП. Авария произошла на национальной дороге Афины-Ламия, в районе рабочих кварталов Новой Филадельфии в 18:15 по местному времени. Лесовоз Volvo вёз груз древесины из Салоников. Водитель предположительно уснул за рулём.
В месте аварии кроме скользкой трассы был ещё примерно четырёхметровый островок с деревьями по середине дороги с невысоким бордюром. (Хотя правила безопасности в таких опасных местах требовали наличия защитной сетки или иного варианта заграждения, однако в месте, где произошла автокатастрофа ничего подобного установлено не было). Грузовик подлетел над этим островком, из-за чего его вынесло на встречную полосу, водитель потерял управление и лесовоз упал на автомобиль, в котором ехали музыканты и друзья группы. Яннис, Элени, Танос и N Бенет погибли на месте, а Алекос Каракантас, которому на момент трагедии едва исполнилось 19 лет, получил серьёзные травмы.
Приблизительно через полчаса по тому же маршруту выехала другая машина, где находились остальные участники группы. Никто из них на тот момент не знал о трагедии. Когда они проезжали мимо места трагедии — они увидели повреждённую машину, на которой уехали их друзья, однако они посчитали что трагедия произошла с кем-то другим. Их первые подозрения появились когда они не нашли своих друзей в «Омберах», где предполагалась встреча, хотя их автомобиль уехал достаточно давно. В итоге они возвращаются на место аварии, где и узнают подробности происшествия.
Событие имело большой резонанс в греческой пресса. На следующий день газеты опубликовали новость об аварии с громкими заголовками. Типичным было печальное описание смерти «смеющегося ребёнка, который умер, улыбаясь, обнимаясь со своей возлюбленной». Тысячи поклонников Juniors оплакивали потерю «славной группы», жизнь которой оборвалась после резкого взлёта. Кроме горя из-за потери Таноса и его друзей поклонники группы следили за состоянием другой главной звезды Juniors — Алекоса Каракантоса. Его состояние было критическим.
Днём следующего дня, в понедельник состоялись похороны Таноса и других жертв ДТП. Среди тех, кто пришёл на похороны выделялись ведущие коллективы того времени. The Forminx, The Stormies, Charms, English Faces (группа Эрика Клэптона), все в чёрных траурных костюмах.
Причины события шокировали Афины того времени. В итоге оно стало главной темой в СМИ, породив дискуссию о недостаточной безопасности дорожного движения, из-за которой каждую неделю погибали люди.
Алекоса вытащили живым, но тяжело раненым. Со большим количеством переломов и травм он находился в отделении интенсивной терапии в течение 23 дней в коме. Ситуация была настолько серьёзной, а статус Алекоса был таким важным, что его лечил в условиях госпиталя лучший военный хирург того времени г-н Гаруфаллидис (Γαρουφαλλίδης). Каракантос выдержал минимум три тяжёлых операций, которые хотя и сохранили Алекосу жизнь, но полного выздоровления не произошло. Полностью восстановить работоспособность руки не удалось, появились аритмия, постоянный шум в ушах и другие проблемы со здоровьем. Чтобы не шокировать Алекоса, ему рассказывали, что он лежал всего 4 дня, а в больницу попал по причине падения с лестницы, что музыканты Юниорс живые и отправились в город Патры, где якобы им был предложен выгодный контракт. По началу такая ложь была эффективна из-за того, что в результате аварии Алекос частично потерял память и про аварию ничего не помнил.

## Juniors и Эрик Клэптон
Несмотря на то, что существует большое число фактического материала как интервью очевидцев так и фотографий, но до сих пор события 17.10.1965 воспринимаются некоторыми как выдумку или городскую легенду. При чём это относится как греческому сегменту, так и, например, английскому.

«(…) занял место Каракантаса, английский гитарист, который тогда был в Греции, а позже „обнаружилось“, что это был Эрик Клэптон. Говорят, что Клэптон оставался с группой до декабря 1965 года, а затем уехал в Англию, прославившись после концерта (17 октября 1965 г.), посвященного памяти Суюля. Эта история непонятна, но не поддается проверке. Мы до сих пор не знаем, при каких обстоятельствах он уехал в такой спешке, он отказывается говорить, а иностранные журналисты писали, что это история, которую он не хочет вспоминать, так как она связана с шантажом, который с ним был применен некоторыми людьми в Греции».
Фрагмент книги Манолиса Далукаса, изданной в 2006 году. (Несколько позже Манолис признал, что Клэптон действительно играл некоторое время с группой Juniors).
«Те, кто пишет в Греции о иностранной музыке, должны быть осторожны: вы далеки от источника событий. Англосаксонская культура явно чужда грекам, и менталитет совершенно другой. Огромное ЭГО … для чуждой вам музыки. Это похоже на то, что я начинаю распространять информацию о ребетико, фолке и всем остальном, что произошло в греческой музыке, пока я живу с моей греческой женой, за тысячи миль от места событий… Меня не волнует, произошла ли автомобильная авария 8 января или 13 августа, или [как упоминает Эрик] на концерте было 10 000 молодых людей, или 100, или, если упоминался какой-либо журнал, это было в 1998 или 1997 годах, или кто там был барабанщик…».
Родди Киллебрю. Англия.

Тем не менее в такой авторитетной книге как Дженни Мастораки (Τζένης Μαστοράκη) «Битлз и К°» (BEATLES AND CO) изданной M Plus M Enterprises, издательством основанным Никосом Масторакисом и А. Маниатопулосом, посвящается целую главу случаю аварии и тому, что за ней последовало. Это подтверждает и сам Клэптон в своей «Автобиографии». В прессе об этом было сообщено, например, в 41-м номере издания Modern Rhythms(M.R.) от 27.10.1965 с фотографиями события. Другие известные издания Аудио и Hi-Fi (Ήχος & Hi-Fi), выпуск 243, 6/1993. Интервью Никоса Масторакиса с Джорджем Нотарасом, в котором он, среди прочего, рассказывает о приключениях Клэптона с Джуниорс. Pop & Rock (Ποπ & Ροκ), выпуск 199, 7/1995. В рубрике «Ностальгия» Акис Ладикос переиздает страницу Джуниорс-Клэптон из 41 номера M.R., которая была несколько доработана для современного читателя. ЗООПАРК (ZOO), выпуск 9, 5-6 / 1998. Харрис Kavadias и Никос Контогурис пишет о «13 боге…», перепечатывая информацию и фотографии M.R., но с добавлением интервью у саксофониста Берни Гринвуда и барабанщика Джейка Милтона, оба участников Glands. (Группа Glands, или The Greek Loon Band, коллектив сформированный Клэптоном в августе 65-го). Также опубликован текст Макиса Салиариса, барабанщик Stormies и We Five (а не Juniors, как пишет Каввадиас в Eleftherotypia), а также письмо Берни Гринвуда на имя Салиариса от 28.10.1965, в котором британский музыкант спрашивает продавать ли гитарный усилитель Marshall, а также громкоговоритель, принадлежавший Клэптону, чтобы на заработанные деньги вернуться в Лондон. (Салиарис присоединился к Клэптону, который из Glands и The Greek Loon Band стал Faces). Каввадиас повторно публикует это письмо, а также текст Салиариса в Eleftherotypia, но он не говорит чётко, откуда он это получил, и не отмечает ничего в соответствующем месте (то есть в письме). Они выглядят как новые документы, но это репосты. Лица / 21 век (Πρόσωπα/21ος Αιώνας), выпуск 23, 13.08.1999. Это журнал газеты Ta Nea, в котором Леонидас Калливретакис пишет 5-страничную статью о «Греческом 1965 годе Эрика Клэптона».
Осенью 1965 группа Клэптона играла на разогреве у Juniors, хотя сейчас в это довольно сложно поверить. У Юниоров уже были контакты с Клэптоном до трагических событий. Инициатором знакомства стал Цимис Дайс, который хорошо знал английский. Он познакомился с Эриком Клэптоном и пригласил его и группу «Глэндс» в клуб Quinta в Глифаде. Quinta была элитным клубом. Например, интерьер был сделан из красных камней и бамбукового тростника. Сцена представляла собой огромную раковину, в которой были камни, и у каждого музыканта был свой камень! Группа играла короткие сессии три раза в день утром, после обеда и вечером. Во второй половине 1960-х под давлением общественности клуб был закрыт. Официальная версия Клуб не соответствовал моральным нормам так как девушки в нём часто танцевали в бикини.

Корреспондент: Какие песни вы играли с Juniors?
Алекос Каракантос: Песни популярных 45-скоростных синглов. В основном песни Beatles, Rolling Stones, но также Yardbirds…
Корреспондент: Yardbirds? Неожиданное решение для Греции.
Алекос Каракантос: Точно. Мы были сторонниками жесткой линии. Мы играли рок! Ах, что я могу сказать, мы также играли поп, у нас был Гиоргос Цикнис в качестве певца, и мы также поём некоторые итальянские песни из-за коммерциализации.

После катастрофы больше всего переживал владелец клуба Igloo господин Джордж Карамусалис (Γιώργος Καραμούσαλης), который по слухам был тайно влюблён в Таноса Суюла, хотя Танос был не только натуралом, но и в то время был помолвлен. Под давлением эмоций даже были разговоры о закрытии заведения, тем более что элитный статус клуба предполагал живое выступление той или иной группы. При этом надо учитывать не только высокий уровень самих «Юниоров» но и то, что греческие рок-группы часто подписывали контракты, которые прямо или косвенно запрещали выступать у конкурентов. Тем более что у Juniors был запланирован большой концерт в Terpsithea в Пирее.
Для греческих кинотеатров в первой половине 1960-х было популярно проведение концертов, которые получили народное название «воскресное музыкальное утро» («κυριακάτικα μουσικά πρωινά»). Главным условием было наличие в кинотеатре приподнятой сцены с экраном. Подходящими помещениями для этой цели в Пирее были кинотеатры Armonia и Delphi в Галлиполи, а самым престижным и крупным был кинотеатр Terpsithea на одноимённой площади. Концерт было решено посвятить памяти погибшим в автокатастрофе. Событие проходит в очень напряженной атмосфере из-за смерти любимца публики Суюла. Удивительно то как газеты того времени, хотя концерт в кинотеатре Terpsithea имел местное значение, записывают его как новость с заголовком «Истерия». Объясняется это тем, что для публики Terpsithea истерия, вызвана уникальной игрой на гитаре Эрика Клэптона. «Конечно, это была разрядка после аварии, но именно этот англичанин играл как священник на своей гитаре. Люди никогда не слышали о таком».
Как правило сайты, которые описывают выступления в Terpsithea называют цифру в 10000 зрителей. Однако учитывая провинциальный характер Пирея, габариты здания, а также имеющиеся фотографии этого события на которых видно, что свободного места достаточно много — эта цифра представляется завышенной, что не отменяет значимость концерта.
После концерта Эрик Клэптон окончательно становится одним из участников Juniors, однако у этого решения обнаружились неприятные последствия. До трагических событий Клэптон играл по 6 часов в сутки, но с октября 1965 года он был вынужден фактически выступать в двух разных группах из-за чего его рабочий день доходил до 12 часов.
В начале декабря 1965 года Эрик неожиданно продаёт всё свою аппаратуру, включая довольно дорогой усилитель и на вырученный деньги спешно возвращается в Англию. Существует минимум две сильно различающиеся версии причин этого события. Никос Масторакис предлагает следующую:

Одна из самых важных историй того романтического времени: Когда „Юниоры“ оказались без Алекоса Каракантаса и Таноса Суюла (первый серьёзно травмирован, второй преждевременно погиб), мы с Макисом попытались найти решение большой проблемы „кто гитарист“. Все хорошие участники прочно укоренились в своих группах, и поэтому целью „роспуска“ стала гастрольная английская группа, в которой Макис в то время играл на барабанах. У них был потрясающий гитарист… мы его „разбудили“, и он ушёл от своих соотечественников. Английская группа распалась, и гитарист играл с Juniors в сольных концертах „Terpsithea“, смущая публику. Через две недели после своего первого появления он спросил меня: „Что ты скажешь, чтобы остаться в Греции? Мне здесь нравится жизнь, и я не хочу возвращаться в Англию“. Я сказал ему: „Поп-музыка в Греции, Эрик, имеет очень короткую жизнь. Через несколько лет даже групп не будет. У вас большой талант, вернитесь в Англию и сделайте карьеру, которую заслуживаете“. Эрик подумал, пересмотрел это и однажды взял свою электрогитару и уехал в Англию. Некоторое время бедный Эрик играл с Джуниорс в „Терпситее“ в Пирее за зарплату 300 драхм в неделю и он был единственным „Эриком Клэптоном“, я слышу его сегодня и содрогаюсь при мысли, что я мог бы сказать ему, чтобы он остался…

Однако существует другая версия, которая в отличие от версии Масторакиса имеет многочисленные подтверждения в интервью, которые давали музыканты тех лет. Клэптон со своей группой находился на территории Греции незаконно. Никаких документов, подтверждающих легальность их проживания не было. Этим пользовались нечистоплотные менеджеры и продюсеры, создавая крайне невыгодные условия для проживания и для организации концертов. Группа Клэптона и он сам не раз пытались уйти от своих хозяев, но те или угрожали выдать властям как нелегалов или угрожали физической расправой. В какой-то момент группа Клэптона обнаруживает, что их счёт в отеле не оплачен и что они не получили денег за свои концерты в „Иглу“. Разъярённые и полные решимости Клэптон с друзьями пытаются увидеться с владельцем клуба. Последний сообщает им, что у них нет разрешения на работу и что они могут быть за это арестованы. Фактически Клэптона берут в заложники и приказывают оставаться в доме владельца. Остальной части группы предлагается как можно скорее убраться. В итоге The Glands вынуждены дать воскресный утренний концерт в городском кинотеатре, чтобы расплатиться с долгами. Glands выступают, как и планировалось, но фактически концерт превращается в своеобразный троллинг владельца, группа играет Satisfaction „Роллинг Стоунс“ на протяжении всего концерта! В толпе начинается истерия. В конце представления группа пытается ускользнуть со сцены со своим снаряжением и уйти как можно быстрее с помощью некоторых греческих фанатов. Однако Эрика Клэптона берёт в заложники и принудительно запирает в офисе заведения менеджер Juniors. Тогда Эрик идёт на хитрость. Он делает вид, что хочет пойти и купить новые струны для вечернего концерта. Вместо этого он поспешил с Беном Палмером на станцию, где им удалось купить билеты, продав один из своих усилителей. Ожидая прибытия поезда, который доставит их обратно в Лондон, двое друзей прячутся в туалетах станции.
В одном из своих интервью сам Клэптон примерно так описывал эти события

…это произошло в кинематографических условиях. Когда я сказал барабанщику Juniors, что подумываю об уходе, он ответил: „Лучше не надо, если ты попытаешься уйти, менеджер найдёт тебя и отрежет тебе ноги“! Я понял, что он не шутит, и мы спланировали побег. Я сказал, что иду в ванную, и подошёл к входной двери, сел в машину, и мы поехали прямо на вокзал, откуда мы сели на поезд до Лондона, оставив Юниоров навсегда».

В спешке Эрик Клэптон оставляет в Греции гитару Gibson Les Paul и усилитель Marshall. По некоторым данным, они были проданы, чтобы вернуть деньги лондонскому лейблу, которому они принадлежали.
Кроме споров о том, действительно ли Эрик Клэптон играл вместе с Juniors и какова причина стремительного отъезда в Англию, существует ещё один проблемный вопрос. На сколько в Греции в 1965 году осознавали значимость и важность фигуры Эрика Клэптона для мировой рок-музыки. С одной стороны существуют многочисленные интервью как музыкантов типа Алекоса Каракантоса так и продюсеров и менеджеров, например, Никоса Масторакиса, которые утверждают что для них Эрик Клэптон был авторитетной фигурой

Журналист — Каким Клэптон выглядел как гитарист? Вы знали, кто он? Как он тебя увидел?
Алекос Каракантас — Он мне нравился, и я ему тоже нравился. Он был скромным гитаристом, но играл хорошо, мило, с чувством — а это все. И я знал, кто он такой. Он уже играл с Yardbirds, и мы играли их песню «For Your Love».
Журналист — Был ли трепет?
Алекос Каракантас — Конечно, он у нас был очень высок.

Однако мнение историков культуры таких как Фонтас Трусас не столь однозначно. С ним согласен и другой известный историк современной греческой музыки — Манолис Далукас, который в частности писал о том что "… с 2003 года, когда я начал писать книгу, до 2005 года, когда она была напечатана, я разговаривал с Алекосом Каракандасом (4 раза на эту тему, 2003—2005 гг.), Никосом Масторакисом (сентябрь 2003 г.), Цимисом Цимопулосом (октябрь 2004 г.), Макисом Саллиарисом (июль 2003 г.), Лукасом Сидерасом (январь 2005 г.), Димитрисом Политимосом (июль 2002 г. + 2003 г.), которым я задал следующие вопросы (конечно, записи существуют). 1-Вы тогда знали, что английским гитаристом был Клэптон, или узнали позже? На этот вопрос мне все ответили, что тогда, в реальном времени, они не знали, что английский гитарист — это тот самый Эрик Клэптон. Все ответили, что узнали позже, когда он уехал из Греции. 2-Вы точно помните, когда он приехал и когда именно покинул Грецию? На этот вопрос я получил разные ответы. Но поскольку у меня были некоторые ответы, в которых говорилось, что «он уехал в конце ноября или в начале декабря», я, наконец, написал, что «Говорят, что он уехал из Греции в декабре». Это «сказанное», как вы понимаете, не было для меня обязательным, но оно описывало то, что я слышал от свидетелей. Следовательно, это не ошибка, а свидетельство журналистской этики «.» тот же Далукас в споре с Трусасом в котором он в начале пытался доказать что личность Клэптона была известна греческим музыкантам сообщает следующее «Да, вы правы. Некоторые из них (музыкантов) признают, что „турист“ сказал им, что его зовут Эрик Клэптон, но это имя им ничего не говорило. Таким образом, очевидно, что они НЕ ЗНАЛИ, что это тот самый Эрик Клэптон, который был участником группы Yardbirds. Так что я ошибаюсь, когда пишу в предыдущем комментарии (поспешно и не оглядываясь на свой файл), что ОНИ ЗНАЛИ, КТО ТАКОЙ КЛЭПТОН. Нет, правда в том, что они не знали ни имени, ни человека. Похоже, что Клэптон, находясь в Греции, никому не рассказал, что играл за Yardbirds. Почему? Я не знаю? … Как это снова становится ясно из моих разговоров, и здесь вы правы: греки поняли, кто был „турист“, не из письма, потому что ни имя Клэптона всё ещё ничего им не говорило, ни Клэптон в этом письме не раскрывает его жизнь и его состояние с Yardbirds. Открытие было сделано Димитрисом Политимосом, когда он позже прочитал в иностранном журнале статью об Эрике Клэптоне, в которой также была фотография Клэптона. Затем он сказал: „О, придурки, это тот турист, который у нас был, и я принимал его у себя дома!“. Затем Салиарис вспомнил письмо, и все прочитали имя, не веря, что такой человек прошёл через их компанию, не осознавая этого.».
Кроме того, например и на афишах и в статьях в популярных греческих изданиях можно было часто встреть достаточно грубые ошибки, например, группа Yardbirds была названа Yardburns, были ошибки и в написании имени и фамилии Эрика, например его называли не Эрик, а, например, Эвик, но особенно отличились в журнале Modern Rhythms. В номере 41 (27.10.1965) на левой странице опубликована известная фотография из Терпситеи, на которой журналисты Сиргианнис и Сарантис пишут об … одетом в чёрное гитаристе Фейсала (?) — английской группы, играющей в Иглу — Эрике Клэптоне вместо Алекоса Каракандаса, при этом в подписи под фотографией имя написано на правильном греческом, как Эрик Клэптон, а на правой странице пишет некий Костас Никас о визите из Лондона Эрика Клэптова — гитариста Yardburns(!). Две статьи на двух противоположных страницах журнала составлены таким образом, что сейчас можно предположить что речь идёт об одном и том же человеке, но тогда ни одному из трёх журналистов не удалось установить связь между людьми и событиями. В результате читатели журнала восприняли эти два гитариста как двух разных людей.

## We Five
В начале 1966 года Алекос Каракантас смог в целом восстановить своё здоровье и мог выступать с группой. Он становится единоличным лидером и всеми силами старается сохранить коллектив, однако внутриполитическая и социальная обстановка в Греции обостряется. Следствием этих явлений становятся военные призывы. Во время одного из них в армию уходит ещё один ключевой музыкант группы — Цимис Дайс. Группа Juniors распалась в 1966 году без каких-то особых заявлений и объяснений причин. Каракантас собирает супергруппу We Five все музыканты которой до этого выступали в известных коллективах. Сам Алекос неоднократно в своих интервью называл We Five «продолжением Juniors». Состав группы не был стабилен и по началу большинство музыкантов действительно были из Juniors.

We Five — продолжение Juniors. Мы пошли в Hilton, чтобы выпить кофе с Вангелисом Папатанассиу и Демисом Руссосом, которые связались с нами. Демис тогда был с «Идолами». Басист огня. Ещё он играл на трубе. Он был, как мы его называли, музыкантом из Египта. Египтяне как музыканты считались образованными музыкантами. Конечно, в то время он был маленьким ребёнком, все ещё находившимся в состоянии ха-ха-ху-ху.

Классической «We Five» считается группа в составе Демис Руссос: бас, вокал (—1967 + Джордж Петридес), Алекос Каракантас: гитара, Спирос Метаксас: гитара (—1967 + Димитрис Катакузинос), Лакис Влавианос: клавишные, Макис Салиарис: барабаны. При этом Вангелис хотя и часто находился рядом с группой, но большой помощи не оказывал, например объяснял это тем что … не умеет читать ноты, хотя это и было не правдой.
Управляющим делами становится уже известный Алекосу и остальным Никос Масторакис. Он же был и генеральным менеджером. Специальным менеджером был Никос Папатанассиу. Масторакис организовал ряд туров по Греции из которых Алекос особо отмечает концерты в Салониках, где Juniors и We Five были самыми популярными афинскими группами. В городском дворце спорта на выступлениях группы присутствовало 9000 человек.
В какой-то момент Вангелис Папатанассиу обращается к Макису Салиарису, Демису Руссосу и Алекосу Каракантасу с предложением выкинуть из группы Лакиса Влавианоса и Спироса Метаксаса и сформировать группу с Вангелисом. Но Алекос не хотел предавать друзей. Макис Салиарис долго не мог принять решение, но в целом он был не против предложения Вангелиса, из-за этого остальные музыканты начали избегать общения с ним, а позже выгнали из группы. Это обидело Вангелиса. Через неделю после изгнания Макиса Демис Руссос сделал заявление: «Вы, ребята, белые, а я чёрный» после чего Демис покинул группу. Вместо Демиса взяли Димитриса Катакузиноса и Джорджа Петридиса из Пирея. Последний отличался мощным голосом в стиле Тома Джонса. После всех внутригрупповых интриг коллектив продержался как единая группа недолго. Между оставшимися музыкантами постоянно возникали конфликты из-за чего Каракантос принял предложение некоего Квидона, итальянца, у которого была группа в Афинах, после чего We Five распались.
В конце 1960-х годов Алекос Каракантос выступал в группе Quintote, которая аккомпанировала Феф (итальянской салонной певице). Они играли в клубе «Монако», напротив аэропорта в Эллинико. В какой-то момент Алекос смог объединить своих друзей собрав группу, которую он назвал Juniors B. Но вместо Цимиса Дайса, который был в армии взяли Макиса Салиариса на ударные. Макис был очень знаменитым в Греции барабанщиков в том числе и потому что играл с Эриком Клэптоном в «Иглу» в одной группе. В конце 1960-х группу покидает Макис Салиарис, который под давлением отца начинает заниматься бизнесом (у отца Макиса был прибыльный автосалон). Финалом Juniors и его производных становится неожиданный призыв в армию Алекоса Каракантоса. Несмотря на последствия аварии и помощь со стороны могущественных друзей отсрочки или освобождения Алекосу не дают. Тогда он идёт на отчаянный шаг и сознательно сильно ударяет рукой по стене от чего та начинает кровоточить, в таком виде он приходит на призывную комиссию. Так как сам он был довольно известным человеком в Греции, а ДТП 1965 года было очень резонансным, то ему поверили, что повреждения руки были не следствием членовредительства, а последствиями травм полученных за несколько лет до призыва. В итоге Алекос получает освобождение от воинской службы, но его возможности как музыканта становятся сильно ограниченными.
В 1967 году к власти в Греции приходят так называемые Чёрные полковники. Алекос присоединяется к музыкантам, которые предпочли эмиграцию в другие страны, после чего все попытки возродить в том или ином виде Juniors прекращаются.

## Дискография (выборочно)

### Синглы и EP
| Название проекта               | Формат       | Лейбл      | Номер в каталоге | Год издания |
| ------------------------------ | ------------ | ---------- | ---------------- | ----------- |
| Special 65 Yanka / Ladies Talk | (7", Single) | Parlophone | GDSP 2978        | 1965        |
| Pink Little Love / Lost Friend | (7", Single) | Parlophone | GDSP 3087        | 1965        |
| Babies' Yanka                  | (7", Single) | Parlophone | GDSP 3024        | 1965        |
| Let Me In / Miss Blue Jeans    | (7", Single) | Parlophone | GDSP 3024        | 1965        |

Была записана, но так и не выпущена кавер-версия песни Бадди Холли — It’s so easy

### Компиляции и сборники
| Название проекта                                                                 | Формат                                         | Лейбл            | Номер в каталоге  | Год издания |
| -------------------------------------------------------------------------------- | ---------------------------------------------- | ---------------- | ----------------- | ----------- |
| Juniors* — Idols* — Τα Καλλίτερά Μου Τραγούδια No 1                              | (Cass, Comp)                                   | Standard         | TC-ST 2038        | 1979        |
| Juniors* — Idols* — Τα Καλλίτερά Μου Τραγούδια No 1                              | (LP, Comp)                                     | Standard         | STLP 2038         | 1979        |
| Babies Yanka (as Juniors). Various — Juke Box Hits                               | (3xLP, Comp, TP), (2xCass, Comp), (2xCD, Comp) | EMI              | 7243 8 3194 1 4 8 | 1994        |
| Miss Blue Jeans (as Juniors). Various — Shakin' In Athens                        | (CD, Comp)                                     | Minos            | 7243 4 80745 2 2  | 1995        |
| Juniors* — Idols* — Τα Καλλίτερά Μου Τραγούδια No 1                              | (CD, Comp)                                     | Sound Stories    | SS-010            | 1997        |
| Various — Six Miles From The Cage Vol.1                                          | (LP, Comp, Num)                                | Royal Records    | 002               | 1998        |
| Various — Too Much Monkey Business Vol. 2 (16 Demented Cover Classics 1964—1966) | (LP, Comp, Unofficial)                         | Ape Records      | MONKEY 101        | 1998        |
| Juniors* — Idols* — Τα Καλλίτερά Μου Τραγούδια No 1                              | (LP, Comp, TP)                                 | Minos            | STLP 1683 / 1984  | Unknown     |
| Various — Operation Shake The Earth Vol.1                                        | (LP, Comp, Ltd, Num)                           | Modal Records    | MD 101            | 2000        |
| The Juniors                                                                      | (10", Album, Comp)                             | Parlophone       | 483111            | 2007        |
| Various — Μη Θυμώνεις, Μη                                                        | (CD, Comp)                                     | BestEnd          | 2711702017        | Unknown     |
| Various — Ξαφνικά Με Αγαπάς                                                      | (CD, Comp)                                     | BestEnd          | 2711702016        | Unknown     |
| Various — Τρέμει Η Καρδιά Μου                                                    | (CD, Comp)                                     | BestEnd          | 2711702018        | Unknown     |
| Various — Rock 'N' Roll-Palace Live Folge 1                                      | (CD, Comp)                                     | Cosmus Tonträger | 544 0023          | Unknown     |
| Various — Σου 'Δωσα Την Αγάπη Μου                                                | (CD, Comp)                                     | BestEnd          | 2711702009        | Unknown     |
| Various — Η Μικρή Ντιλάιλα                                                       | (CD, Comp)                                     | BestEnd          | 2711702015        | Unknown     |